# Salgótarjáni észak–déli kerékpárút
A salgótarjáni észak–déli kerékpárút a salgótarjáni ipari parktól a város északi végéig vezet át Salgótarján belterületén. Hossza 8,9 km.

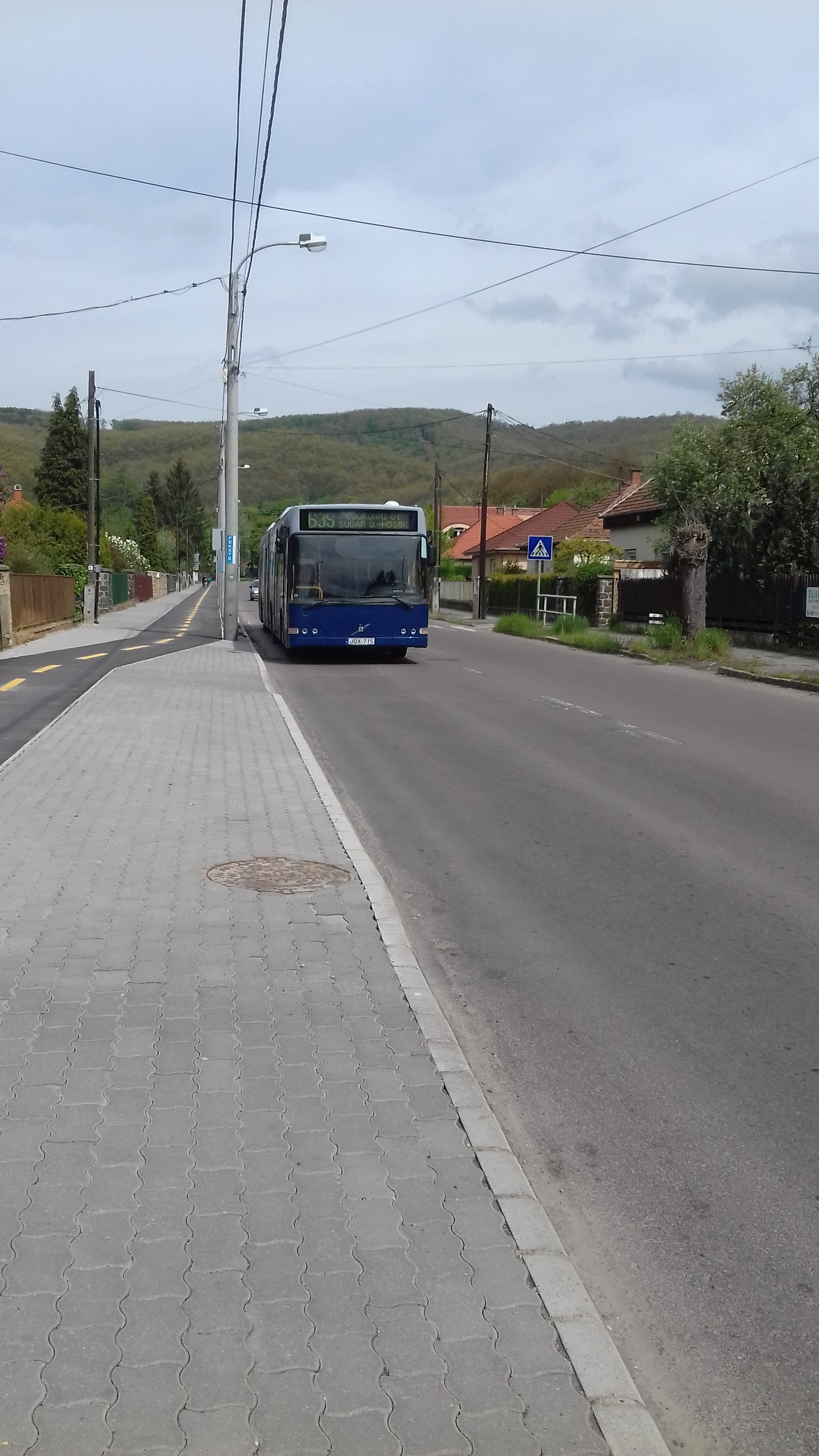
Kerékpárút a Füleki úton

Több szakaszban került kiépítésre.

## A kerékpárút története
A salgótarjáni kerékpárút legelső szakaszának kiépítése a 2000-es évek elején 21-es főút Zagyvapálfalva, Szécsényi úti körforgalom és ipari park közötti négysávos szakaszának kivitelézésével párhuzamosan zajlott. A közel 2 km hosszú szakasz folytatása sokáig váratott magára.  
Salgótarján Megyei Jogú Város Önkormányzata 2007-ben pályázatot nyújtott be a Gazdasági és Közlekedési Minisztériumhoz a város észak–dél irányú kerékpárútjának tervezési munkálataira. A pályázattal 4 milliárd forintos támogatásban részesült a város 8902 méter hosszú kerékpárút építésére a város déli és északi határa között. Az önkormányzat 2009-ben pályázati felhívást tett közzé az Észak-Magyarországi Regionális Operatív Program keretén belül „Kerékpárforgalmi hálózat fejlesztése” címmel. Célja a helyi és helyközi kerékpáros közlekedés fejlesztése volt. A több kilométeres szakaszok megépítését az önkormányzat három ütemre bontotta. Az első szakasz – 137 554 828 Ft támogatás mellett – a Szécsényi úttól (a régi kerékpárút végétől) a Katona József útig terjedő szakasz a 21-es főút tehermentesítő szakaszával párhuzamosan történő megépítését foglalta magában. Ezt a szakaszt 2011 szeptemberében adták át, hossza közel 3,4 km.
A második szakasz a Katona József úttól a Városi Sportcsarnokig, 2013-ban épült meg. A munkálatok 2013 májusában kezdődtek. Az új szakasz már eléri Salgótarján belvárosát. 2013 decemberében adták át, hossza 2,5 km lett. A kerékpárút ezen szakaszon kb. 500 méter hosszan kerékpáros nyomként van jelölve. A maradék része rendes elválasztott kerékpárútként van kiépítve.
A harmadik szakasz kiépítése 2015. szeptember 21-én kezdődött 1,3 km hosszan a Városi Sportcsarnoktól – a 211-es főúttal (Füleki úttal) párhuzamosan – a Kékkői útig. Az új szakasz áthalad a Hatvan–Somoskőújfalu-vasútvonal alatt, elhalad a Tarján-patak és a Szent Lázár Megye Kórház mellett. Átadására 2015 decemberében került sor. Teljes hossza 8,9 km lett, a Kisterenyéig tartó szervizúton haladó „nem hivatalos” szakasszal együtt pedig 13,3 km hosszúvá vált a biztonságosan, kerékpárral bejárható útszakaszok hossza.